# Altamira (Pará)
Altamira is een gemeente in de Braziliaanse deelstaat Pará. De gemeente telt 111.435 inwoners (schatting 2017).

## Grootste gemeente ter wereld
Afhankelijk van de definitie van 'gemeente' die men voor verschillende landen hanteert, kan Altamira wellicht gezien worden als de grootste gemeente ter wereld. Met 159.695,94 km² is de gemeente ongeveer vier keer zo groot als Nederland of België. Buiten de hoofdplaats Altamira, die in het extreme noorden van de gemeente ligt, is de gemeente extreem dunbevolkt.

## Aangrenzende gemeenten
De gemeente grenst aan Brasil Novo, Itaituba, Medicilândia, Novo Progresso, Placas, Rurópolis, São Félix do Xingu, Senador José Porfírio, Trairão, Uruará, Guarantã do Norte (MT), Matupá (MT) en Peixoto de Azevedo (MT).